# Iakútino
Iakútino (en rus: Якутино) és un poble de l'óblast de Vladímir, a Rússia, segons el cens del 2010 tenia 17 habitants. Pertany al districte municipal de Gorokhovets.